# 古代北非
古典时期（公元前8世纪-公元5世纪）北非的历史大致可以分为东部的埃及历史，中部的古利比亚历史和西部的努米底亚和毛里塔尼亚历史。在击败迦太基后的公元前146年，罗马共和国建立阿非利加省。之后罗马帝国于公元前30年并入埃及、前20年并入昔兰尼加以及44年并入毛里塔尼亚，最终控制整个非洲的地中海沿岸。
最初，东部地区的埃及在古典时期的早期阶段是由波斯统治，在希腊化时代由托勒密王朝统治。利比亚是由柏柏尔人部落居住，与此同时腓尼基和希腊在地中海沿岸的分别设立殖民地。
公元5世纪，罗马失去了非洲部分地区，转由汪达尔人统治。在将近7世纪的时候，拜占庭帝国失去了对非洲地区的控制，被北非的倭马亚王朝征服。

## 古典时期早期

### 古埃及晚期
古埃及晚期指的是第三中间时期及第26王朝被波斯帝国征服至第32王朝被亚历山大征服之间时期。公元前332年，亚历山大大帝去世，埃及落入托勒密手中，他最后于公元前305年建立托勒密帝国。

### 古利比亚和腓尼基人
公元前900年，腓尼基贸易者来到北非地中海沿岸并在约前800年左右建立迦太基。

### 托勒密埃及

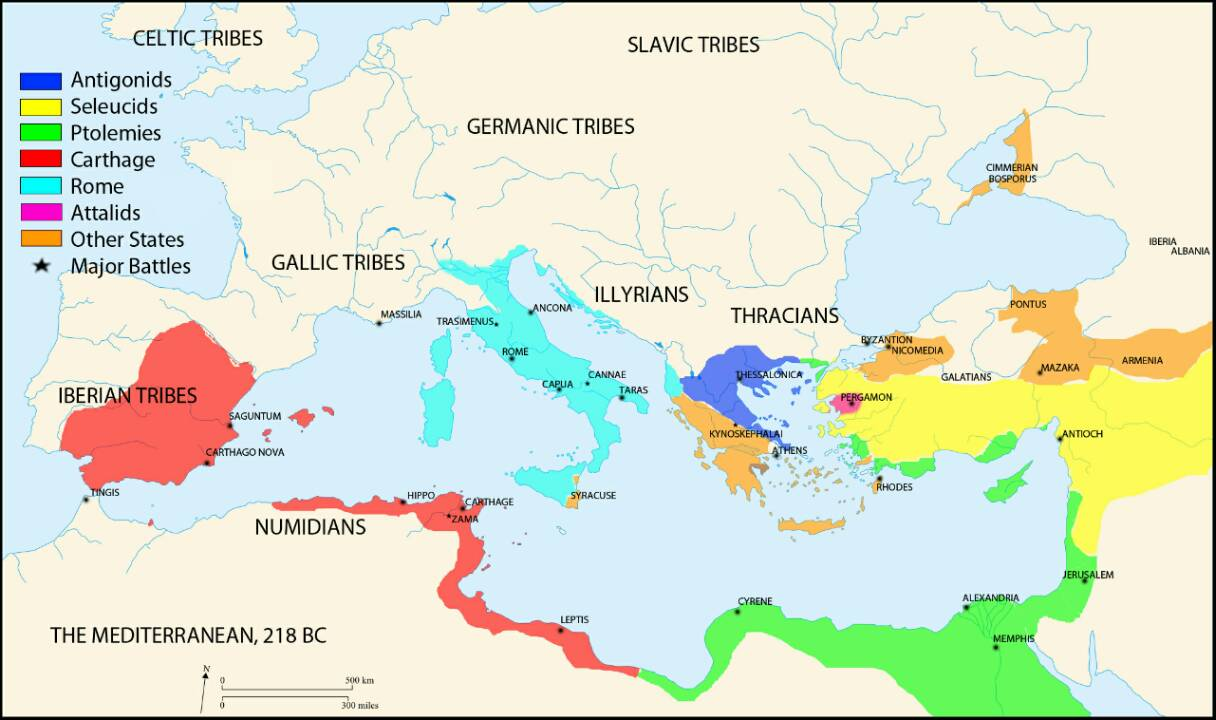
西元前218年的地中海地圖

## 罗马时代
罗马在北非的驻军数量非常少。在努比亚和两个毛里塔尼亚省含有大约28000人的部队和辅助人员。自2世纪起，这些部队主要由当地柏柏尔人组成。

### 基督教
早期基督教于2世纪抵达北非，不久便在城镇和奴隶中传播。256年，有80多个主教参加了迦太基的理事会，一些从遥远的努米底亚边境地区而来。

### 罗马帝国的衰落
贸易的下滑削弱了罗马的控制。在山区和沙漠地区出现了独立的王国。
贝利萨留，拜占庭帝国皇帝查士丁尼一世的将军，率领16000人于533年登陆北非。在一年内，他征服并破坏了汪达尔王国。许多农村地区转至当地柏柏尔人控制。在穆斯林征服北非后，拜占庭帝国失去北非地区。